# Kobayat
 (février 2014).
Si vous disposez d'ouvrages ou d'articles de référence ou si vous connaissez des sites web de qualité traitant du thème abordé ici, merci de compléter l'article en donnant les références utiles à sa vérifiabilité et en les liant à la section « Notes et références ».
Kobayat ou Al Qoubaiyat (en arabe : قبيات) est un village libanais, situé au Nord du Liban dans la mouhafazah de Akkar, à 140 km de Beyrouth, la capitale. 
Son nom, Kobayat, est d’origine araméenne et signifie « les grands bassins d’eau », en raison de sa richesse en eau liée au relief enneigé en hiver et autrefois plus boisé.

## Géographie
Le village est construit à flanc de montagne, avec une altitude variant de 550 à 700 m. Son territoire est limité par « l'ancien Akkar » à l’ouest et par la ligne qui sépare les deux Caza d'Akkar (Nord) et le Hermel (Bekaa) de l'Est. Sa superficie est d'environ 70 km2. 
Le territoire habité du village varie en altitude de 550 m à partir de la surface moyenne de la terre[pas clair](« quartier Zouk ») à 900 m (« quartier Katlabeh »).

## Accès
Il est accessible par quatre voies d'accès sont :
- à l’ouest: la route Kobayat - l’ancien Akkar - Halba ;
- à l’est : la route Kobayat - Andaket - Chadra - les frontières syriennes ;
- au nord-ouest : la route Kobayat - Halba- Tripoli ;
- au sud : la route Kobayat - Hermel - Baalbeck.

## Population
Kobayat est le plus grand village chrétien de l'Akkar ; il était déjà le plus grand village de la région au XVIIe siècle, mais il est depuis très longtemps un lieu de vie et d'habitation pour les habitants de la région.
Les populations des époques historiques y ont laissé des traces de leur passage ; des Phéniciens aux Romains, aux Byzantins, aux Arabes, aux soldats des croisades, aux Ottomans et jusqu’aux Français. 
Les habitants sont tous maronites, et leur nombre dépasse selon le registre d’état civil, 12 000 personnes (dont 8 300 votants en 1992). 
Les habitants sont répartis sur sept quartiers, sept paroisses et sept mairies. Les quartiers-paroisses sont : Gharbieh, Martmoura, Zouk-Sud (Saydet), Zouk-Nord, Dahr, Ghowaya, Katlabeh.
Les habitants sont nombreux à habiter dans le village en été, mais il n'en reste que très peu en hiver où la communauté peut parfois être isolée par la neige et le mauvais temps.
L'émigration a commencé dans la dernière décennie du XIXe siècle environ en direction du Brésil et du Venezuela ; elle continue jusqu’à nos jours vers tous les coins du monde.

## Histoire
Un des consuls français, Ducousso, l’a décrite en 1912 par ces mots « Ce sont des vallées d’une fertilité surprenante ». 
Un cimetières des l’âges du fer et du cuivre (3000 ans av. J.-C.) témoigne de l'occupation du site pendant la préhistoire. 
Kobayat se situe sur la route de la soie, entre l’Asie de l’Est et l’Asie de l’Ouest à travers la Méditerranée, jusqu’à Rome, la capitale du monde méditerranéen. 
Un autel phénicien païen a été retrouvé devant l’église “Chahlo”, de même que des pièces de monnaie phéniciennes, grecques et romaines à l’église “Ghassalet” et “Chahlo”, des tombes romaines de toutes parts, ainsi que deux ruines romaines luxueuses. 
Des restes antiques témoignent aussi de la prospérité qu'a connue cette bourgade durant les premiers siècles du christianisme. Le premier est le temple du dieu "Ban", à Helsban, transformé en une église baptisée sous le nom de Saint-Artimos-Challita. Le second est un château majestueux à Chouita, témoin des événements du duel omeyyades-byzantins en Orient. S’ajoute à cela un troisième témoin, la colline où est construit actuellement le couvent Mar Doumit des Pères Carmes ; d'une taille considérable, riche en ressources agricoles et où des jarres ont été trouvées.
La culture du mûrier était autrefois prospère à Kobayat, mais les mûriers ont peu à peu disparu, remplacés par des arbres fruitiers (pommiers, poiriers, cerisiers et oliviers) et de la vigne. 
Ensuite est apparue la culture du tabac qui accompagne celle des légumes et céréales. 
Il y a dans la commune également plusieurs élevages de volailles et quelques troupeaux de moutons et de chèvres et quelques piscicultures ou pêcheries.

## L'environnement
Il comptait autrefois parmi les plus boisés du Liban, mais durant la guerre civile, des incendies ont ravagé la plupart des bois dont ne restent que quelques pins et de chênes qui couronnent les hauteurs du village et le font apparaître de loin toujours vert.

## Quartiers du Kobayat
- Le quartier Gharbye
- Le quartier Martmoura
- Le quartier Zouk
- Le quartier Dahr
- Le quartier Ghowaya
- Le quartier Katlabeh

## Églises
À ses débuts, l'église ressemblait probablement aux maisons d’habitation. 
Puis l’art de construction des églises s’est développé, en suivant les évolutions de la liturgie et au gré des situations économiques. 
Cela a engendré divers changements comme, au XXe siècle, le mur de l’est était gravé verticalement pour y mettre, au-dessus de l'autel, une grande image pour le Saint de l’église, importée de l’Europe. 
Ainsi l’église s’est-elle transformée d’une chambre cubique simple en une église luxueuse d’un style architectural complexe à l’instar de l’église des Pères carmélites à Kobayat, exemple de grandeur et de splendeur pour la sculpture et d’ornementation. 
Il existe aussi plusieurs églises pastorales  :

L’église miraculeuse Saydet el Ghassalet (un vieux et un nouveau bâtiment), Saydet  el Habal, Saydet el Intisar (Notre Dame des Victoires)- Katlabeh, Mar Charbel (Katlabeh), Martmoura, Saydet el Intikal, Mar Gerges (Ghowaya), Mar Doumit (le couvent des Pères Carmes), Saydet el Chambouk, Les quarante martyrs (Gharbieh).
Les sanctuaires monumentaux sont : Mar Elias (Oudine), Mar Elian, Mar saba, Mar Challita, Mar Sarkis et Bakhos, Saydet Kammah, Mar Gerges à Chouita, Saydet Ghozrata, Saydet Chahlo et le couvent de Saint-Georges à Martmoura.
La ville se situe sur le parcours du sentier de longue randonnée « Lebanon Mountain  Trail ».

## Galerie de photographies

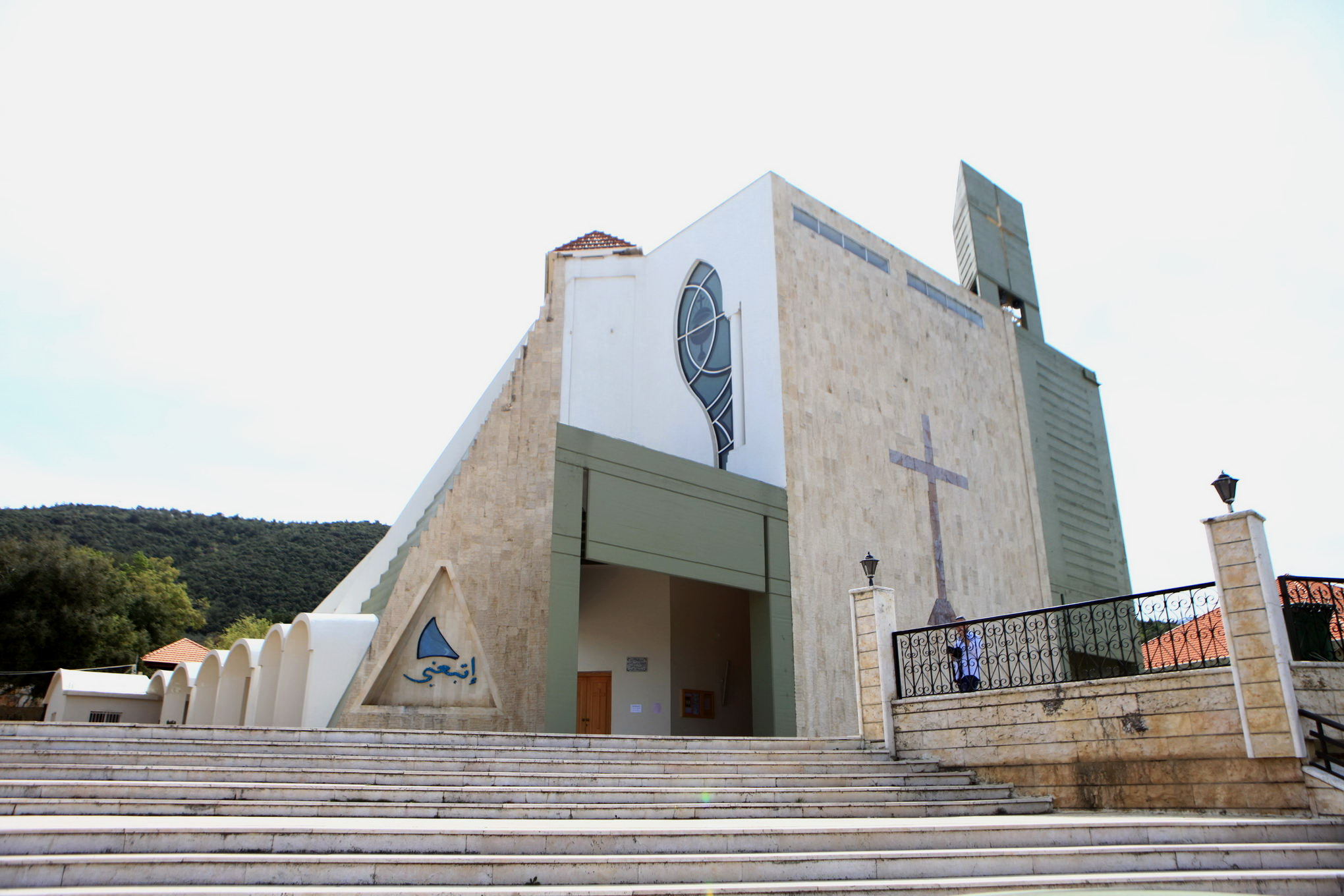
L'église « Al Saydé »  à Kobayat

## Personnalités de la commune
On peut notamment citer : 
- Hadi Hobeich, fils de Faouzi Hobeich (ancien député et ministre de la Culture).
- Georges Ibrahim Abdallah, plus vieux prisonnier politique de France
- Mikhael Daher, grand avocat de la région, ancien député et ministre de l'éducation.